# 1П77 (прицел)
Прицел 1П77 предназначен для установки на пулемёты ПКМН и «Печенег». Имеет 4-кратное увеличение. Прицел 1П77 создан в ЦКБ «Точприбор» (г. Новосибирск) по заказу Министерства обороны России в 2005 г., конструкторами С.И. Михаленко, Т.К. Синицыной, Т.А. Кузнецовой. Производится ФГУП «ПО Новосибирский приборостроительный завод».